# Gorman Crags
Gorman Crags är en kulle i Antarktis. Den ligger i Östantarktis. Australien gör anspråk på området. Toppen på Gorman Crags är 1 707 meter över havet.
Terrängen runt Gorman Crags är huvudsakligen lite kuperad. Trakten är obefolkad. Det finns inga samhällen i närheten. 